# 奇哈特拉尔
奇哈特拉尔（Chhatral INA），是印度古吉拉特邦Gandhinagar县的一个城镇。总人口1679（2001年）。

## 人口
该地2001年总人口1679人，其中男性984人，女性695人；0—6岁人口312人，其中男152人，女160人；识字率58.07%，其中男性为68.50%，女性为43.31%。